# 弗爾巴斯

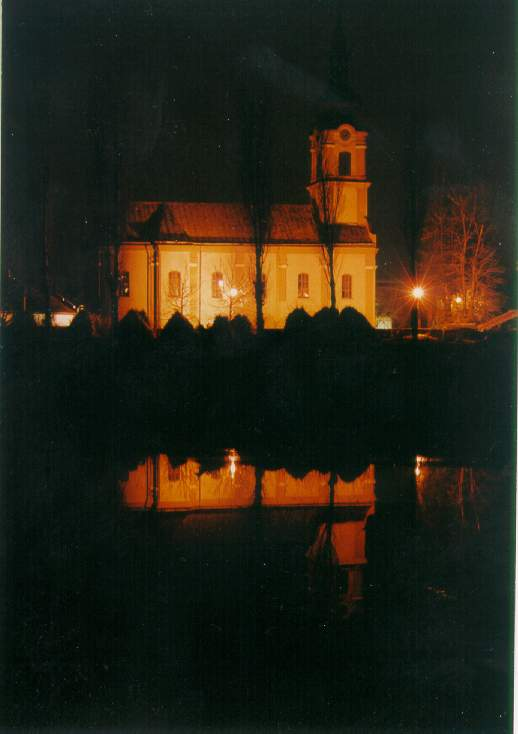
東正教教堂

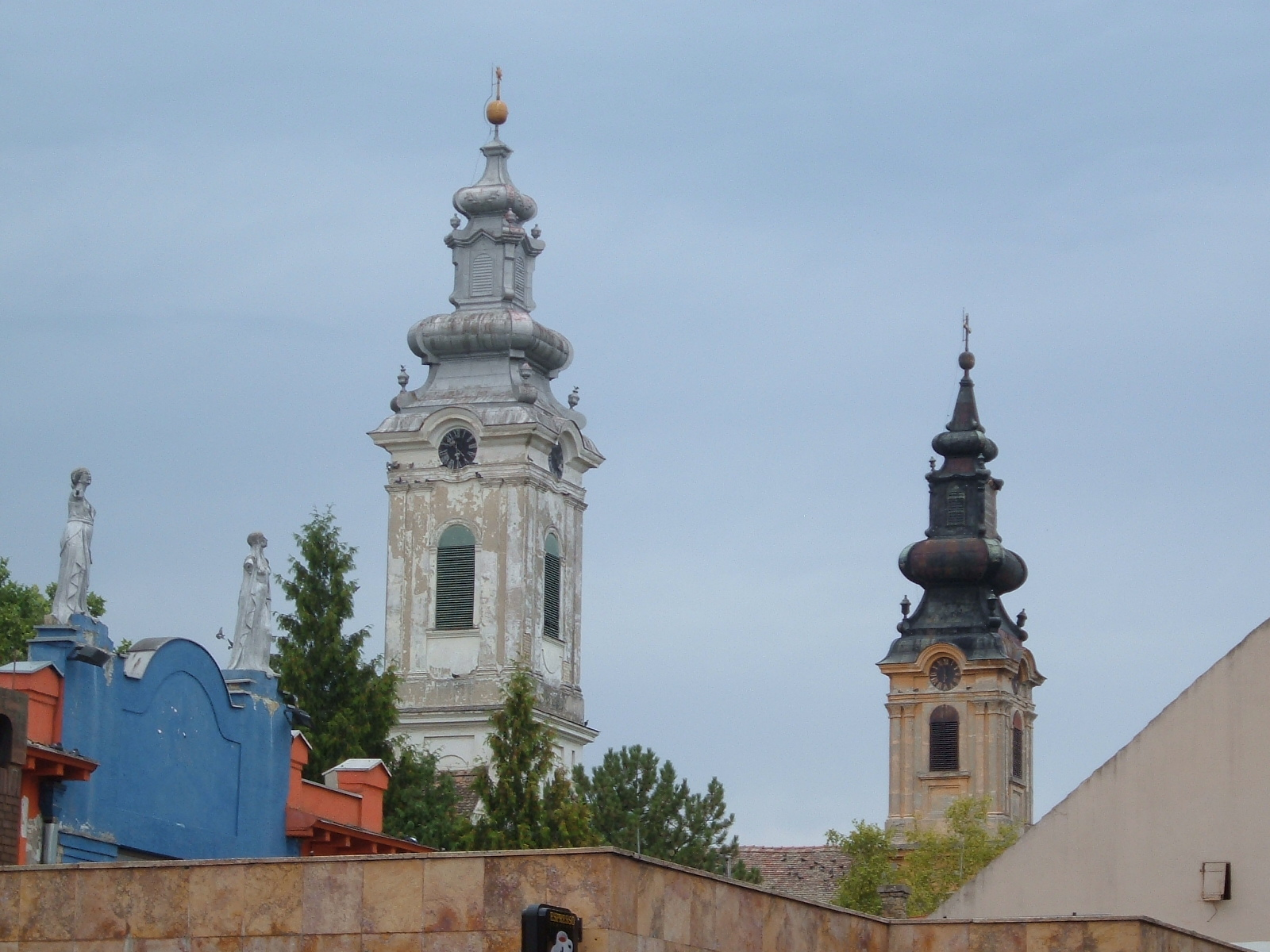
弗爾巴斯的教堂

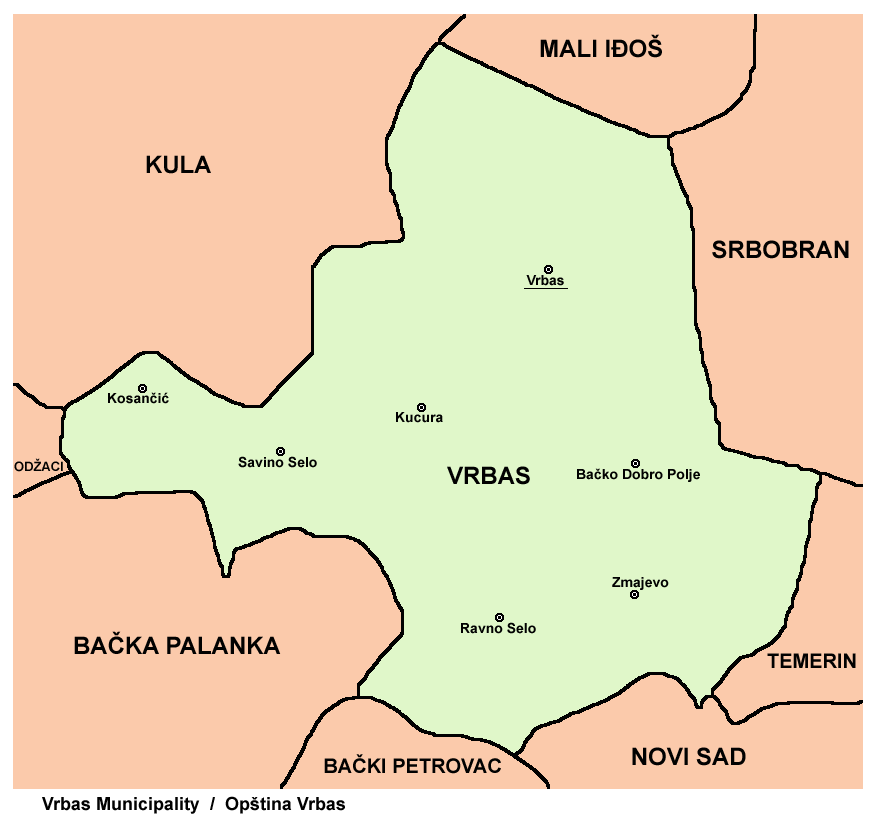
弗爾巴斯行政區地圖

弗爾巴斯是塞爾維亞的一座城市。位於伏伊伏丁那自治省的巴奇卡南部地區。座標位置是45°34′N 19°39′E / 45.57°N 19.65°E。2011年人口普查，市區人口有23,910人，全市人口有41,950人。匈牙利王國曾經統治這裡。後來奧斯曼土耳其也統治這裡。奧斯曼統治弗爾巴斯時期，有大量塞爾維亞人移民來到這裡。自17世紀開始，哈布斯堡君主國開始統治弗爾巴斯。在1720年人口普查，這裡的人口已經大多都是塞爾維亞人。

## 外部連結
- www.vrbas.net （页面存档备份，存于）
- Vrbas （页面存档备份，存于）
- Vrbas
- History of Vrbas[永久] （匈牙利文）